# Moira Harris
Moira Harris, nom de scène Moira Jane Harris, née le 19 avril 1954 à Pontiac, en  Illinois, aux (États-Unis), est une actrice américaine.
Elle est mariée depuis 1981 à l'acteur Gary Sinise rencontré à l'université. Ils ont trois enfants : Sophie Sinise (1988), McCanna Sinise (1990 - 2024), Ella Sinise (1992).

## Filmographie
- 1986 : One More Saturday Night
- 1986 : Welcome Home, Bobby
- 1986 : The Fantasist
- 1988 : Rien à perdre (Miles from Home)
- 1992 : Des souris et des hommes
- 1993 : Between Love and Hate
- 1995 : Nannie & Alex
- 1995 : Tall Tale
- 1995 : Three Wishes
- 1997 : Breakdown
- 1998 : Chicago Cab
- 2003 : Terminator 3 : Le Soulèvement des machines